# Gruppbåt
Gruppbåt, även G-båt populärt kallad, är en av svenska marinens minsta båtar. Den används framförallt för trupp- och materieltransporter. Tack vare den ringa storleken är G-båten även lämpad för spaningsoperationer. G-båten i sig har ingen beväpning, den utgörs istället av den transporterade truppens handeldvapen. Dock är inte båten lämpad att strida ifrån då man oftast behöver båda händer för att hålla fast sig.
G-båten togs fram för den svenska marinen. Beställning gjordes på 100 stycken. Finland har anskaffat sig 23 båtar som går under "G-klass".

## Rörlighet
G-båten har mycket god rörlighet, kort bromssträcka och extremt litet djupgående. Med vattenjet möjliggörs att snabbt och enkelt kunna ta sig in till en strandkant där personal och materiel snabbt kan i- och urlasta. Detta gör dem ideala för amfibiska operationer i grunda vatten och i skärgårdsmiljö.

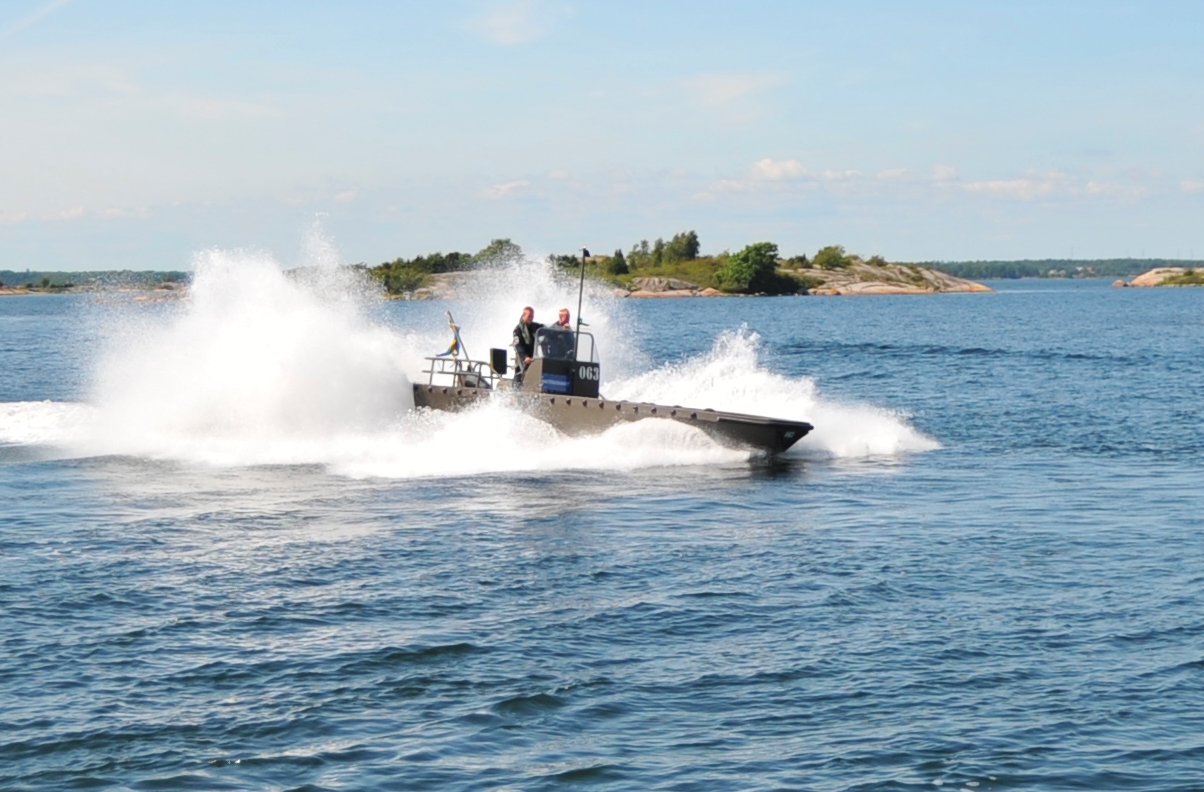
Gbåt 063 genomför ett nödstopp.
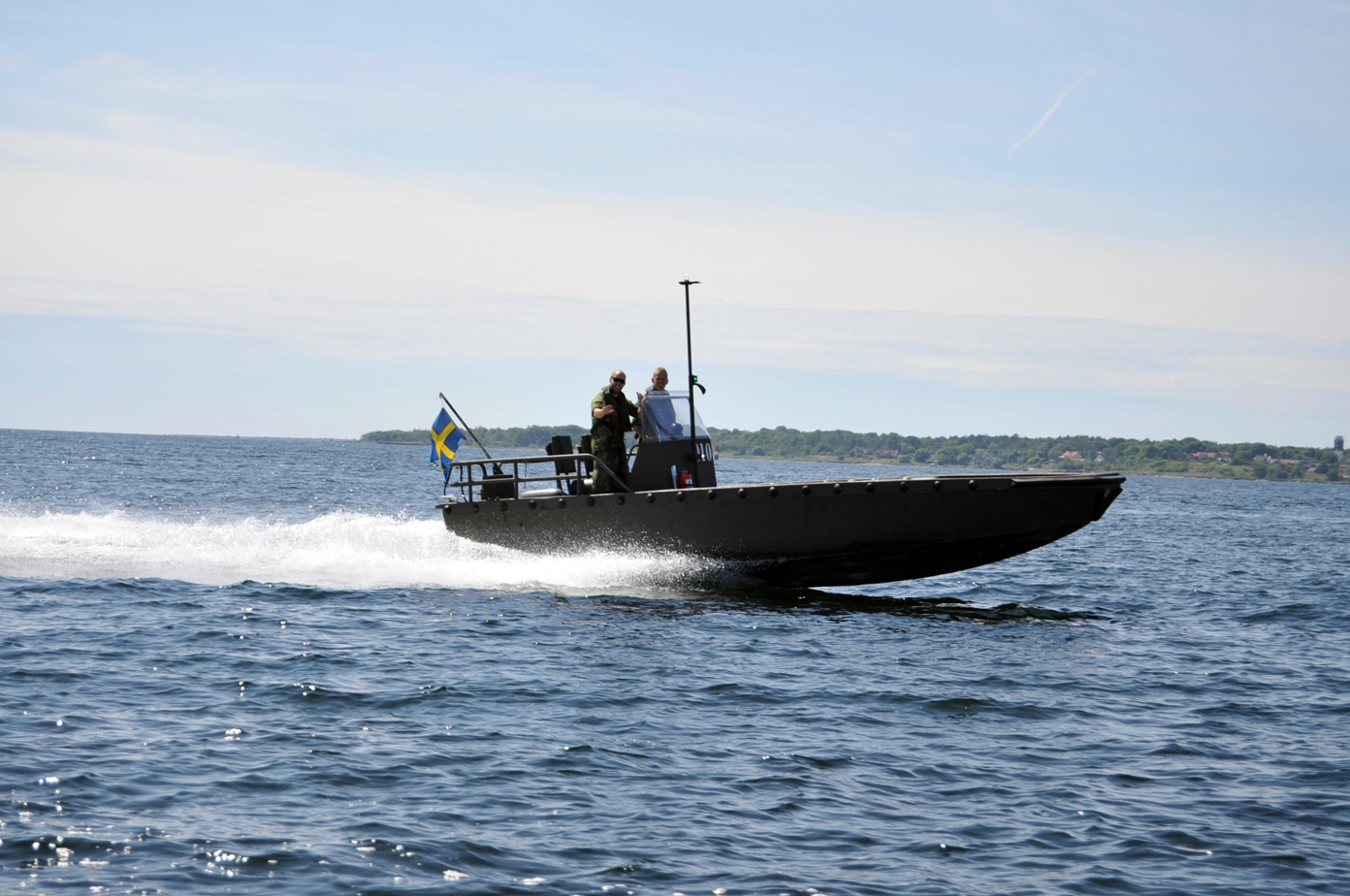
Gbåt 010 i hög fart.
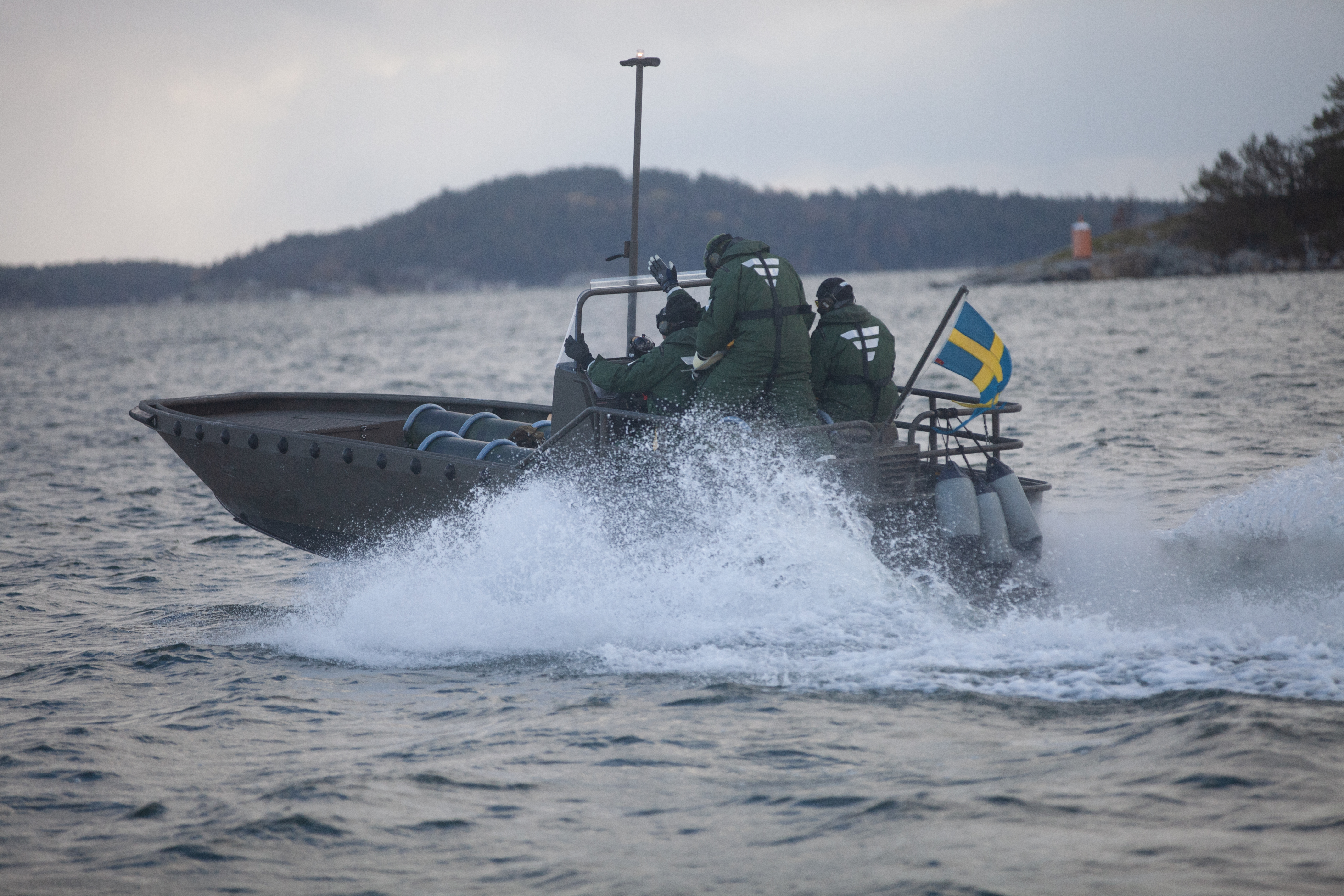
Gruppbåt från Roslagsbataljonen under övning i högfartsnavigering.

### Fotnoter
1. 1 2  Örlogsboken 2003, Försvarsmakten - Högkvarteret, Distr. Försvarets Bok- och Blankettförråd M7742-730002
2. ↑  Gruppbåt Försvarsmakten